# Рошіорі (Ботошань)
Рошіорі (рум. Roșiori) — село у повіті Ботошані в Румунії. Входить до складу комуни Рекіць.
Село розташоване на відстані 372 км на північ від Бухареста, 4 км на схід від Ботошань, 93 км на північний захід від Ясс.

## Населення
За даними перепису населення 2002 року у селі проживали 1258 осіб, з них 1257 осіб (99,9%) румунів. Усі жителі села рідною мовою назвали румунську.